# Général-major (Azerbaïdjan)
Général-major (en azéri: General-mayor) est un grade le plus élevé attribué dans les formations militaires et les organismes d'État azerbaïdjanais. Il est divisé en deux groupes principaux, les militaires et les grades spéciaux. Le grade de général de division est conféré par le Président de la République d'Azerbaïdjan.

## Historique
Sous l'URSS, le grade de général de division est institué le 7 mai 1940 et est attribué aux officiers supérieurs de l'Armée rouge ouvrière et paysanne. Pendant la Grande Guerre patriotique et dans les années suivantes, ce rang a été divisé en différentes catégories et attribué aux personnes des républiques de l'Union, ainsi que de la RSS d'Azerbaïdjan, par décision du Conseil des ministres de l'URSS.
En 1991, après l’obtention par l'Azerbaïdjan de son indépendance de l'URSS, le Président de la République d'Azerbaïdjan a procédé à l'attribution du grade de général de division .

## Classification
Selon la « Règle sur l'alignement mutuel des grades spéciaux, militaires et diplomatiques avec les diplômes de qualification », le grade de major général est égal au grade de vice-amiral dans la marine, de conseiller judiciaire d'État de niveau III au parquet et tribunal, conseiller du service national des migrations de niveau III auprès des autorités chargées des migrations, il correspond aux grades spéciaux supérieurs de conseiller du service fiscal de l'État de 3e grade auprès de l'administration fiscale, au grade diplomatique extraordinaire et plénipotentiaire de deuxième grade, ainsi que de conseiller d'État de 3e grade dans la fonction publique.
Le grade de général de division dans les unités militaires et les organes de l'État en Azerbaïdjan est classé comme suit :
- Dans l'armée azerbaïdjanaise et dans d'autres unités armées - le grade militaire le plus élevé de général de division [3];
- Dans les forces armées et les organismes d'État — les grades militaires supérieurs et les grades spéciaux supérieurs de général de division du service médical ;
- Dans les bureaux de la justice et des procureurs — le major général de la justice des grades militaires supérieurs et des grades spéciaux supérieurs ;
- Dans les autorités douanières — le grade spécial supérieur de général de division des services des douanes ;
  - Dans les organes des affaires intérieures — le grade spécial supérieur de général de division de la police ;
- Dans les autorités de Service départemental d'incendie et de secours (SDIS) — le grade spécial supérieur de général de division du service intérieur;
- Dans les organismes de communication Feldyeger (Service de courrier de l'État) — le grade spécial supérieur de général de division de service Feldyeger.

## Insignes de distinction

### Bretelles
| Grades militaires supérieurs                  | Grades militaires supérieurs | Grades militaires supérieurs       | Grades militaires supérieurs             | Grades militaires supérieurs              | Grades militaires supérieurs                | Les plus hauts grades spéciaux            | Les plus hauts grades spéciaux    | Les plus hauts grades spéciaux           | Les plus hauts grades spéciaux              | Les plus hauts grades spéciaux |
| --------------------------------------------- | ---------------------------- | ---------------------------------- | ---------------------------------------- | ----------------------------------------- | ------------------------------------------- | ----------------------------------------- | --------------------------------- | ---------------------------------------- | ------------------------------------------- | ------------------------------ |
| Général-major                                 | Général-major                | Général-major                      | Général-major                            | Général-major                             | Général de division de police               | Général de Division des Douanes           | Général de division de la justice | Général de division du service intérieur | Major-général de service Feldyeger          |                                |
|                                               |                              |                                    |                                          |                                           |                                             |                                           |                                   |                                          |                                             |                                |
| Armée azerbaïdjanaise et autres unités armées | dans l'Armée de l'Air        | Au Service national des frontières | Au sein du Service de sécurité de l'État | Dans le Service de renseignement étranger | Dans Les organes de justice et les parquets | Dans les organes des affaires intérieures | Dans les autorités douanières     | Dans les autorités d'urgence             | Dans les organes de communication Feldyeger |                                |

Les épaulettes des personnes occupant des postes de direction sont bordées de l'image d'une pointe. Dans les vêtements de cérémonie, une couverture à motifs dorés est placée sur les épaulettes.
| Grades militaires supérieurs                              | Grades militaires supérieurs            | Grades militaires supérieurs          | Grades militaires supérieurs                          | Rangs spéciaux plus élevés               |
| --------------------------------------------------------- | --------------------------------------- | ------------------------------------- | ----------------------------------------------------- | ---------------------------------------- |
| Général-major                                             | Général-major                           | Général-major                         | Général-major                                         | Général de Division des Douanes          |
|                                                           |                                         |                                       |                                                       |                                          |
| Chef de l'armée azerbaïdjanaise et d'autres unités armées | Chef du Service national des frontières | Chef du Service de sécurité de l'État | En tant que chef du Service de renseignement étranger | Président du Comité national des douanes |